# Carl-Johan von Grothusen
Carl-Johan Conrad von Grothusen, född 24 januari 1930 i Riga, död 23 mars 1999 i Bromma församling, Stockholm, var en lettisk-svensk friherre och arkitekt.
Carl-Johan von Grothusen, som var son till Oberregierungsrat baron Harry von Grotthuss och Karin Skribanovicz, avlade studentexamen i Stockholm 1949, diplomerades från Handelshögskolan i Stockholm 1953 och utexaminerades från Kungliga Tekniska högskolan 1959. Han var arkitekt vid Åkerblads Arkitektkontor AB 1959, förste byråingenjör vid Bostadsstyrelsen 1960, byrådirektör 1961, blev avdelningsdirektör vid värderingsbyrån 1962, var överingenjör 1964–1967, verkställande direktör för Birchlindgren Arkitekter AB 1967–1970, AB Citybyggen 1970–1973 samt styrelseordförande i Birchlindgren Contekton Arkitekter AB och styrelseledamot i AB Uniconsult 1973–1980. Han bedrev egen verksamhet inom Grothusen Konsult AB från 1973. Han var ordförande i Tekniska högskolans studentkår 1958 samt styrelseledamot i bland annat Sveriges Förenade Studentkårer 1959 och i Stiftelsen Stockholms Studentbostäder från 1960.